# Забрід (Золочівський район)
Забрі́д — село в Україні, у Золочівському районі Львівської області. Населення становить 85 осіб. Орган місцевого самоврядування — Буська міська рада.